# Weberstraße 4 (Quedlinburg)

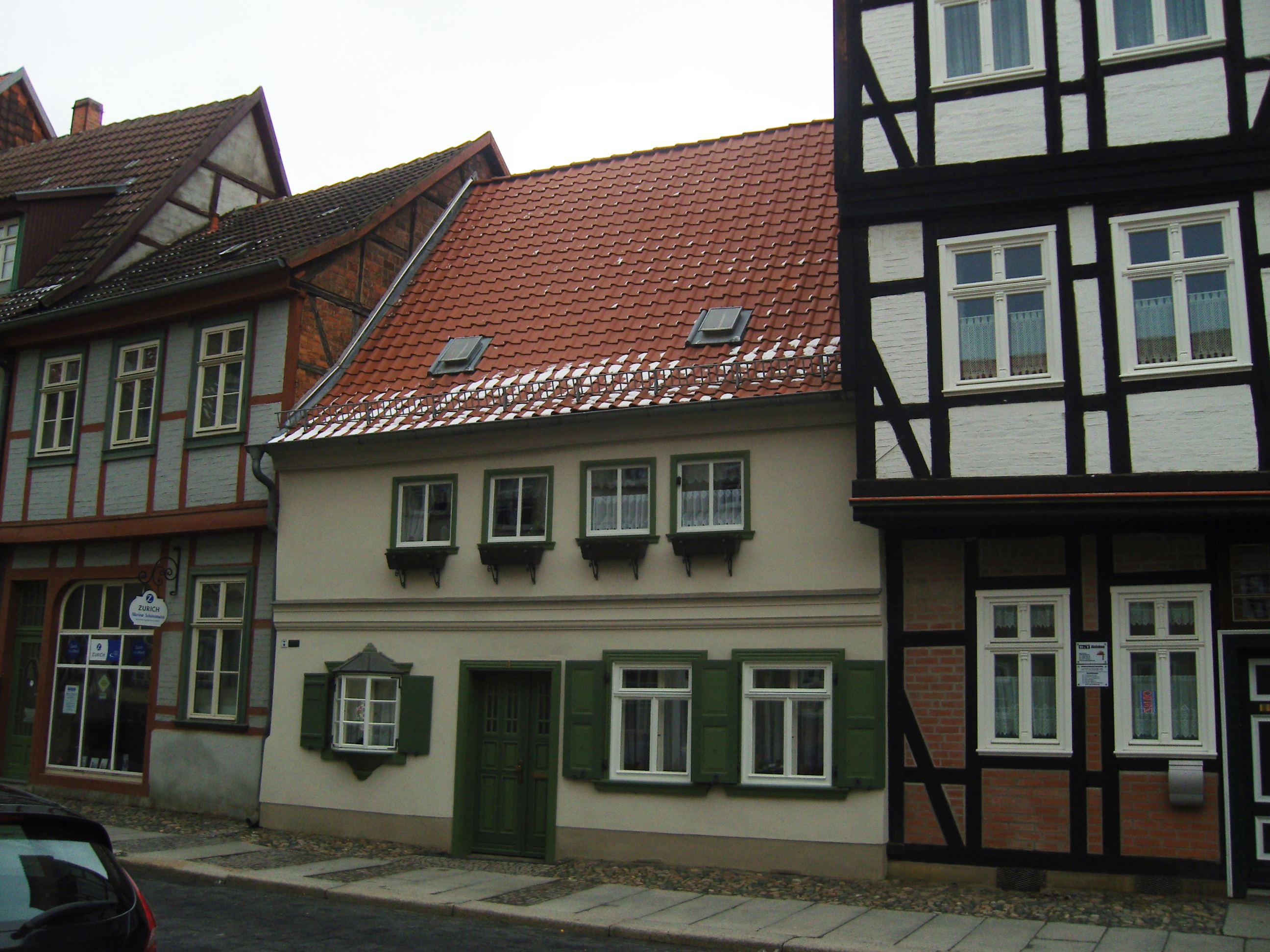
Haus Weberstraße 4

Das Haus Weberstraße 4 ist ein denkmalgeschütztes Gebäude in der Stadt Quedlinburg in Sachsen-Anhalt.

## Lage
Es befindet sich im nördlichen Teil der historischen Quedlinburger Neustadt und gehört zum UNESCO-Weltkulturerbe. Im Quedlinburger Denkmalverzeichnis ist es als Wohnhaus eingetragen. Südlich grenzt das gleichfalls denkmalgeschützte Haus Weberstraße 3, nördlich das Haus Weberstraße 5 an.

## Architektur und Geschichte
Das zweigeschossige Fachwerkhaus ist niedriger als die umgebende Bebauung, es entstand in seinem Kern im Jahr 1674. Um 1800 wurde es verputzt und darüber hinaus die Gliederung verändert. Markant sind ein profiliertes Putzgesims sowie im Erdgeschoss befindliche Fensterfaschen. Das Erscheinungsbild wird maßgeblich von den Fensterläden im Erdgeschoss geprägt. Besonders bemerkenswert ist die Gestaltung des linken Erdgeschossfensters, das als Schaufensterlaterne gestaltet ist.